# Massalompolo
Massalompolo är en sjö i Kiruna kommun i Lappland och ingår i Torneälvens huvudavrinningsområde. Sjön har en area på 0,0465 kvadratkilometer och ligger 349,2 meter över havet. Massalompolo ligger i Torneträsk-Soppero fjällurskog Natura 2000-område.

## Delavrinningsområde
Massalompolo ingår i det delavrinningsområde (753372-176800) som SMHI kallar för Utloppet av Pasmajärvi. Medelhöjden är 337 meter över havet och ytan är 59,69 kvadratkilometer. Det finns inga avrinningsområden uppströms utan avrinningsområdet är högsta punkten. Vaikkojoki som avvattnar avrinningsområdet har biflödesordning 3, vilket innebär att vattnet flödar genom totalt 3 vattendrag innan det når havet efter 332 kilometer. Avrinningsområdet består mestadels av skog (63 procent) och sankmarker (26 procent). Avrinningsområdet har 5,77 kvadratkilometer vattenytor vilket ger det en sjöprocent på 9,7 procent.